# Stadio Via del Mare
Het Stadio Via del Mare is een voetbalstadion in Lecce, dat plaats biedt aan 31 533 toeschouwers. De bespeler van het stadion is US Lecce.
Het stadion werd gebouwd door Costantino Rozzi. De eerste wedstrijd was op 11 september 1966, toen Lecce het opnam tegen Spartak Moskou. Het eerste duel tussen Italiaanse ploegen was tussen Lecce en hun rivaal, Taranto. De thuisploeg speelde in 1967 een vriendschappelijke wedstrijd tegen het Santos van Pelé.
Samen met het Stadio Friuli in Udine, was het Stadio Via del Mare het enige stadion dat klaar was voor het Wereldkampioenschap voetbal van 1990. Ondanks dat, werd niet het stadion in Lecce, maar het Stadio San Nicola in Bari gekozen om de regio van Apulië te vertegenwoordigen. Dat leverde veel kritiek op.
Op 1 november 2007 werd tijdens een trainingssessie materiaalman Antonio De Giorgi geraakt door de bliksem. Dit leidde later tot zijn overlijden.